# Aleksandar Vuković
Aleksandar Vuković (Serbisch: Александар Вуковић* 25. August 1979 in Banja Luka, SFR Jugoslawien, heute Bosnien und Herzegowina) ist ein ehemaliger serbischer Fußballspieler und jetziger  -trainer.

## Karriere

### Als Spieler
Aleksandar Vuković erste Saison als Profispieler war 1998/99 für den serbischen Verein FK Partizan Belgrad. In der Saison 2000/01 spielte er für FK Milicionar aus Belgrad. In der Zeit von Juli 2001 bis Ende 2008 spielte er bis auf eine kurze Unterbrechung für Legia Warschau. 2009 wechselte er zu dem griechischen Klub Iraklis Thessaloniki, kehrte aber nach wenigen Monaten in die polnische Ekstraklasa zurück. Er spielte von September 2009 bis zum Ende seiner Karriere als Fußballspieler am 15. August 2013 beim polnischen Erstligisten Korona Kielce.

### Als Trainer
2014 war er als Co-Trainer bei Korona Kielce tätig. 2015 wechselte er dann, zunächst als Trainer der Jugend, zurück zu Legia Warschau. In der Saison 2015/16 wurde Vuković dann Co-Trainer der ersten Mannschaft. Nach der Entlassung vom Cheftrainer Ricardo Sá Pinto wurde Vuković zunächst Interimstrainer. Die Saison 2018/19 schloss Legia Warschau auf dem zweiten Tabellenplatz ab. Mit Beginn der Saison 2019/20 wurde Vuković dann zum offiziellen Cheftrainer von Legia Warschau berufen. Am Ende dieser Spielzeit gewann er mit der Mannschaft die polnische Meisterschaft. In der folgenden Saison wurde er am 21. September 2020 von Legia entlassen.
Am 13. Dezember 2021 wurde er erneut als Manager von Legia Warschau bekannt gegeben, nachdem Marek Gołębiewski einen Tag zuvor nach einer Niederlage gegen Wisła Płock zurückgetreten war, wodurch Legia in die untere Tabellenhälfte abstieg. In seinem ersten Spiel nach seiner Rückkehr besiegte Legia Zagłębie Lubin mit 4:0 und verließ die Abstiegszone. Er führte Legia erfolgreich vom Abstieg weg und beendete die Saison mit elf Punkten Vorsprung auf die Abstiegszone auf Platz 10, wobei am letzten Spieltag ein 3:0-Sieg gegen KS Cracovia gelang. Am selben Tag legte Vuković sein Amt als Legia-Manager nieder.
Am 27. Oktober 2022 löste er Waldemar Fornalik als Trainer von Piast Gliwice ab. Dort blieb er bis zum Ende der Saison 2024/25 tätig.